# Caecum massambabense
Caecum massambabense is een slakkensoort uit de familie van de Caecidae. De wetenschappelijke naam van de soort is voor het eerst geldig gepubliceerd in 1994 door Absalão.